# Hymenophyllum semiglabrum
Hymenophyllum semiglabrum là một loài thực vật có mạch trong họ Hymenophyllaceae. Loài này được Rosenst. miêu tả khoa học đầu tiên năm 1910.